# Vacina contra a COVID-19

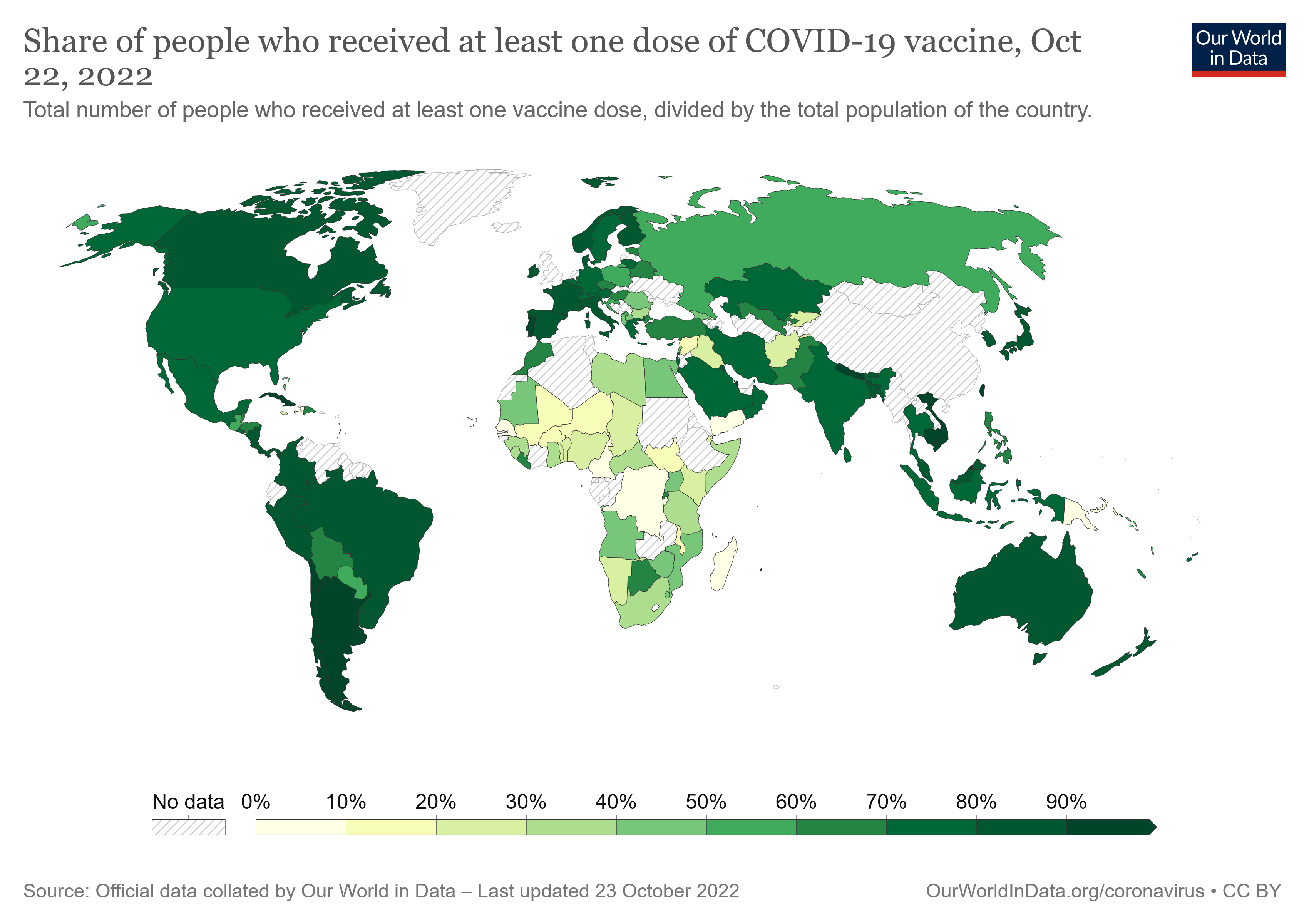
Mapa mundial da proporção de pessoas que receberam pelo menos uma dose da vacina COVID-19 por país

As vacinas contra a COVID-19 são o conjunto de estudos e experimentos científicos para o desenvolvimento de uma vacina contra a COVID-19. Assim que a pandemia começou a apresentar um alto número de contágios pelo mundo inteiro, muitos laboratórios começaram a desenvolver e testar vacinas para erradicar a pandemia.
Em estudos de fase III de desenvolvimento, várias vacinas contra a COVID-19 demonstraram eficácia de até 95% na prevenção de infecções sintomáticas da doença. Em março de 2021, 12 vacinas foram autorizadas por pelo menos uma autoridade reguladora nacional para uso público: duas vacinas de RNA (a Pfizer–BioNTech e a Moderna), quatro inativadas convencionais (BBIBP-CorV, CoronaVac, Covaxin e CoviVac), quatro de vetor viral (Sputnik V, a Oxford–AstraZeneca, a Convidecia e a Janssen da Johnson & Johnson) e duas de subunidade proteica (EpiVacCorona e RBD-Dimer). No total, em março de 2021, 308 vacinas candidatas estavam em vários estágios de desenvolvimento, com 73 em pesquisa clínica, incluindo 24 em testes de fase I, 33 em testes de fase II e 16 na fase III.
Muitos países implementaram planos de distribuição em fases que priorizam aqueles com maior risco de complicações, como idosos, e aqueles com alto risco de exposição e transmissão, como profissionais de saúde. Em 25 de março de 2021, 508,16 milhões de doses de vacinas contra COVID-19 foram administradas em todo o mundo com base em relatórios oficiais de agências nacionais de saúde. A AstraZeneca-Oxford prevê produzir 3 bilhões de doses em 2021, Pfizer-BioNTech 1,3 bilhão de doses e Sputnik V, Sinopharm, Sinovac e Johnson & Johnson 1 bilhão de doses cada. Moderna tem como objetivo a produção de 600 milhões de doses e Convidecia 500 milhões de doses em 2021. Em dezembro de 2020, mais de 10 bilhões de doses de vacinas foram encomendadas por vários países, sendo que cerca de metade das doses foram adquiridas por países de alta renda, que compreendem apenas 14% da população mundial.
Uma pesquisa em 2022 concluiu que as vacinas evitaram 20 milhões de mortes em todo o mundo no primeiro ano.

## Últimas atualizações
- Em 11 de março de 2021, a Novavax anunciou que a vacina NVX-CoV2373 tinha eficácia geral de 96,4% e previna 100% dos casos graves de covid;[10]
- Também no dia 11, a EMA anunciou que havia liberado o uso da vacina da Jannsen na União Europeia;[11]
- Em 27 de fevereiro, a FDA anunciou que tinha liberado a vacina da Janssen (Ad26.COV2.S) para uso emergencial em adultos nos Estados Unidos;[12]
- Em 26 de fevereiro o Governo do Brasil anunciou que compraria 20 milhões de doses da vacina indiana Covaxin;[13]
- Em 24 de fevereiro, Gana se tornou o primeiro país a receber vacinas do programa da OMS Covax Facilty.[14]

## Vacinas aprovadas
As seguintes vacinas estavam aprovadas para uso emergencial em setembro de 2021.
| COVID‑19: lberadas emergencialmente (Setembro de 2021)                                                         | COVID‑19: lberadas emergencialmente (Setembro de 2021)                           | COVID‑19: lberadas emergencialmente (Setembro de 2021) | COVID‑19: lberadas emergencialmente (Setembro de 2021) | COVID‑19: lberadas emergencialmente (Setembro de 2021) | COVID‑19: lberadas emergencialmente (Setembro de 2021) | COVID‑19: lberadas emergencialmente (Setembro de 2021) | COVID‑19: lberadas emergencialmente (Setembro de 2021) |
| Candidato vacinal (desenvolvedor/financiador)                                                                  | Situação atual                                                                   | País de origem                                         | Tecnologia                                             | Fase de teste; número de participantes                 | Efeitos adversos | Referências e notas |                                                        |
| --- | -------------------------------------------------------------------------------- | ------------------------------------------------------ | ------------------------------------------------------ | ------------------------------------------------------ | --- | --- | ------------------------------------------------------ |
| Comirnaty ou Tozinameran ou BNT162b2 (Pfizer-BioNTech)                                                         | Liberada para uso emergencial, inclusive pela OMS para o programa Covax Facility | Alemanha e Estados Unidos                              | RNA mensageiro                                         | Fase 3 encerrada; 43 548 participantes                 | Comuns: fadiga e dor de cabeça Raros: reação alérgica moderada ou grave | [ 17 ] [ 18 ] |                                                        |
| Moderna ou mRNA-1273 (Moderna, US National Institute of Allergy and Infectious Diseases e BARDA)               | Liberada para uso emergencial                                                    | Estados Unidos                                         | RNA mensageiro                                         | Fase 3 encerrada; 30 420 participantes                 | Comuns: dor no local a aplicação, podendo às vezes ocorrer vermelhidão e inchaço Raros: reação alérgica moderada ou grave | [ 18 ] [ 19 ] |                                                        |
| Oxford-AstraZeneca ou ChAdOx1 ou Covishield ou AZD1222 (University of Oxford e AstraZeneca)                    | Liberada para uso emergencial, inclusive pela OMS para o Covax Facility          | Reino Unido                                            | Vetor Viral não replicante                             |                                                        | Comuns: dor, sensação de calor e vermelhidão Incomuns: coceira, inchaço; hematoma (manchas roxas), caroço no local da aplicação, sensação de indisposição de forma geral, sensação de cansaço, calafrio, sensação febril, febre, dor de cabeça, enjoos (náusea), dor nas articulação, dor muscular | [ 18 ] [ 20 ] |                                                        |
| Janssen Covid-19 ou Ad26.COV2.S ouJNJ-78436735 (Jannsen-Cilag)                                                 | Liberada para uso emergencial                                                    | Estados Unidos                                         | Vetor viral não replicante                             | Fase 3, com 44 000 voluntários                         | | [ 21 ] [ 22 ] |                                                        |
| CanSino ou Ad5-nCoV CanSino Biologics, Institute of Biotechnology of the Academy of Military Medical Sciences) | Liberada para uso emergencial                                                    | China                                                  | Vetor viral não replicante                             | Fase 3 em andamento; 40 mil participantes              | Comuns: febre, dor e fadiga | Nota: foi a primeira vacina a obter uma patente na China, em agosto de 2020. |                                                        |
| CoronaVac ou Sinovac (Sinovac Biotech)                                                                         | Liberada para uso emergencial l                                                  | China                                                  | Vírus inativado                                        | Fase 3 encerrada; 4 653 participantes                  | Comuns: dor no local da aplicação, fadiga, febre, mialgia, diarreia, náusea e dor de cabeça | [ 18 ] |                                                        |
| Sinopharm-Pequim (Sinopharm)                                                                                   | Liberada para uso emergencial                                                    | China                                                  | Vírus inativado                                        |                                                        | | [ 28 ] |                                                        |
| Covaxin ou BBV152 (Bharat Biotech)                                                                             | Liberada para uso emergencial                                                    | Índia                                                  | Vírus inativado                                        | Fase 3 encerrada; 25 800 participantes                 | Comuns: dor no local da injeção, dor de cabeça, fadiga e febre | Nota 1: a vacina foi liberada na Índia antes dos dados da fase 2 dos testes Nota 2: no Brasil ela seria produzida em parceria com a Precisa Medicamentos                                                                               |                                                        |
| Sputnik V ou Gam-COVID-Vac (Instituto Gamaleya)                                                                | Liberada para uso emergencial                                                    | Rússia                                                 | Vetor viral não replicante                             | Fase 3 em andamento; 19 866                            | Os eventos adversos, registrados por 94% dos participantes do estudo, mais comuns foram sensações parecidas com as causadas pela gripe, reações no local da injeção, dor de cabeça e astenia. | Nota: a vacina foi liberada antes do final dos testes da fase 3 como estratégia do governo russo para que ela fosse conhecida como a primeira registrada no mundo Nota 2: no Brasil ela será produzida em parceria com a União Química |                                                        |
| EpiVacCorona (Novosibirsk Scientific Center Vector)                                                            | Liberada para uso emergencial                                                    | Rússia                                                 | Sublinidade de proteína                                |                                                        | | Nota: como acontece com a vacina Sputnik V, faltam dados robustos e certificados internacionalmente sobre a vacina |                                                        |
| BBIBP-CorV | Liberada para uso emergencial                                                    | China                                                  | Vírus inativado                                        | Fase 3                                                 | | |                                                        |
| ZyCoV-D (Zydus Cadila)                                                                                         | Liberada para uso emergencial                                                    | India                                                  | DNA                                                    | Fase 3 em andamento.                                   | | [ 36 ] |                                                        |
| Medigen - Dynavax                                                                                              | Liberada para uso emergencial                                                    | Taiwan                                                 | Sublinidade de proteica                                | Fase 2/3 em andamento                                  | | [ 37 ] |                                                        |
| Abdala (Centro de Ingeniería Genética y Biotecnología (CIGB)                                                   | Liberada para uso emergencial                                                    | Cuba                                                   | Sublinidade de proteína                                | Fase 3 (48.000 voluntários)                            | | Está sendo estudada a aplicação intramuscular e intranasal |                                                        |
| Soberana 2 (FINLAY-FR-2)                                                                                       | Liberada para uso emergencial                                                    | Cuba                                                   | Subunidade de proteína                                 | Fase 3 (44.010)                                        | | [ 39 ] |                                                        |
| Soberana Plus (Instituto Finlay)                                                                               | Liberada para uso emergencial                                                    | Cuba                                                   | Subunidade de proteína                                 | Fase 3                                                 | | [ 39 ] |                                                        |

## Vacinas em estudo
| COVID‑19: vacinas candidatas em (ao menos) teste de fase 1,2,3 (Setembro/2021)                               | COVID‑19: vacinas candidatas em (ao menos) teste de fase 1,2,3 (Setembro/2021) | COVID‑19: vacinas candidatas em (ao menos) teste de fase 1,2,3 (Setembro/2021) | COVID‑19: vacinas candidatas em (ao menos) teste de fase 1,2,3 (Setembro/2021)         | COVID‑19: vacinas candidatas em (ao menos) teste de fase 1,2,3 (Setembro/2021)       | COVID‑19: vacinas candidatas em (ao menos) teste de fase 1,2,3 (Setembro/2021) | COVID‑19: vacinas candidatas em (ao menos) teste de fase 1,2,3 (Setembro/2021)                                                                              | COVID‑19: vacinas candidatas em (ao menos) teste de fase 1,2,3 (Setembro/2021)                          | COVID‑19: vacinas candidatas em (ao menos) teste de fase 1,2,3 (Setembro/2021) |
| Candidato vacinal (desenvolvedor/financiador)                                                                | Situação atual                                                                 | País de origem                                                                 | Tecnologia                                                                             | Fase de teste; número de participantes                                               | Efeitos adversos                                                               | Duração | Referências e notas                                                                                     |                                                                                |
| --- | ------------------------------------------------------------------------------ | ------------------------------------------------------------------------------ | -------------------------------------------------------------------------------------- | ------------------------------------------------------------------------------------ | ------------------------------------------------------------------------------ | --- | --- | ------------------------------------------------------------------------------ |
| NVX-CoV2373 ou Novavax                                                                                       | Fase 3                                                                         | Austrália                                                                      | Nanopartícula da proteína "spike" SARS-CoV-2 com adjuvante                             | Fase 3 encerrada; >15 000 participantes                                              |                                                                                | Março de 2020 até Julho de 2021 | [ 10 ] [ 40 ]                                                                                           |                                                                                |
| Turkovac/ ERUCOV-VAC(Erciyes University)                                                                     | Fase 3                                                                         | Turquia                                                                        | Vírus inativado                                                                        | Fase 3: 40 mil voluntarios,                                                          |                                                                                | | [ 41 ]                                                                                                  |                                                                                |
| CovVLP (Medicago e GSK GlaxoSmithKline)                                                                      | Fase 3                                                                         | Canadá e Estados Unidos                                                        | Glicoproteína da spike do vírus                                                        | Fase 3; 30 mil pessoas devem iniciar os testes em março de 2021                      |                                                                                | | [ 42 ] [ 43 ]                                                                                           |                                                                                |
| Arcturus (Arcturus Therapeuticse Duke-NUS Medical School)                                                    | Fase 2                                                                         | Califórnia (EU) e Singapura                                                    | RNA                                                                                    | Fase 2 (800 vonluntários)                                                            |                                                                                | | [ 41 ]                                                                                                  |                                                                                |
| SCB-2019 (Clover Biopharm, GlaxoSmithKline)                                                                  | Fase 2/3                                                                       |                                                                                | Proteína "spike" trimérica com adjuvante GSK                                           | Fase 2/3( 22.000)                                                                    |                                                                                | Junho de 2020 até Março de 2021 | [ 44 ]                                                                                                  |                                                                                |
| Brilife (Israel Institute for Biological Research)                                                           | Fase 2                                                                         | Israel                                                                         | Vírus da estomatite vesicular alterado                                                 | Fase 2, com 1.000 voluntários                                                        |                                                                                | | [ 41 ]                                                                                                  |                                                                                |
| Genexine ou ARCoV ou GX-19 (Genexine Consortium, International Vaccine Institute)                            | Fase 2                                                                         |                                                                                | Coreia do Sul                                                                          | Vacina de DNA                                                                        | Fase 1 (210)                                                                   | Junho de 2020 até Junho de 2022 | Os testes iniciais foram ruins, tendo então a empresa reiniciado seus testes com uma vacina modificada. |                                                                                |
| INO-4800 (Inovio Pharmaceuticals, CEPI, Korea National Institute of Health, International Vaccine Institute) | Fase 1/2                                                                       |                                                                                | Estados Unidos e Coreia do Sul                                                         | Plasmid de DNA por electroporation                                                   | Fase 1-2 (210)                                                                 | Abril de 2020 até Novembro de 2020 | Fase I–II sul-coreana em paralelo com fase I nos Estados Unidos.                                        |                                                                                |
| LV-SMENP-DC (Shenzhen Geno-Immune Medical Institute)                                                         | Fase 1/2                                                                       | China                                                                          | Vacina de minigene lentiviral, células dendríticas modificadas com vetores lentivirais | Fase 1/2 (100)                                                                       | Março 2020 até 2023                                                            | | |                                                                                |
| Vido ou Covac (University of Saskatchewan)                                                                   | Fase 1/2                                                                       | Canadá                                                                         | Subunidades de proteína                                                                | 108                                                                                  |                                                                                | | [ 41 ]                                                                                                  |                                                                                |
| Butanvac (Instituto Butantan)                                                                                | Fase 1                                                                         | Brasil                                                                         | Vírus inativado da Doença de Newcastle                                                 | Fase 1 e 2 com 1 800 voluntários                                                     |                                                                                | | [ 46 ]                                                                                                  |                                                                                |
| Covid-19/aAPC (Shenzhen Geno-Immune Medical Institute)                                                       | Fase 1                                                                         |                                                                                | China                                                                                  | Vetor lentiviral, dendritic cells para apresentação de antígenos patógeno-específica | Fase 1 (100)                                                                   | Março de 2020 até 2023 | [ 47 ]                                                                                                  |                                                                                |
| Sputnik Light (Gamaleya e AstraZeneca)                                                                       | Fase 1                                                                         | Rússia e Reino Unido                                                           |                                                                                        |                                                                                      |                                                                                | Em dezembro de 2020, o Instituto Gamaleya e a farmacêutica AstraZeneca anunciaram que combinar suas vacinas Sputnik V e ChAdOx1 para criar a Sputnik Light. | |                                                                                |
| Versamune (Faculdade de Medicina de Ribeirão Preto — USP)                                                    | Fase 1                                                                         | Brasil                                                                         | Proteína recombinante                                                                  |                                                                                      |                                                                                | | [ 48 ]                                                                                                  |                                                                                |
| SIlba / SARS-CoV-2 Inactivated for Lung B and T cell Activation (Immunethep)                                 | Ensaios não clínicos                                                           | Portugal                                                                       | Vírus inativado                                                                        |                                                                                      |                                                                                | | [ 49 ]                                                                                                  |                                                                                |
| Merck-IAVI                                                                                                   | Abandonado.                                                                    |                                                                                | Vetor viral                                                                            |                                                                                      |                                                                                | | [ 50 ]                                                                                                  |                                                                                |
| LNP-nCoVsaRNA (Medical Research Council (Clinical Trials Unit) na Imperial College)                          | Abandonado.                                                                    | Reino Unido                                                                    | RNA mensageiro                                                                         |                                                                                      |                                                                                | | |                                                                                |

## Processo de produção

### Pesquisa pré-clínica
O desenvolvimento de vacinas no geral tem falha de 84 a 90%. Como a covid-19 é causada por um vírus novo, os riscos associados ao desenvolvimento de uma vacina bem-sucedida em todas as etapas da pesquisa pré-clínica e clínica são possivelmente ainda mais altos. Para avaliar o potencial de eficácia da vacina, simulações de computador e novos modelos animais específicos para covid estão sendo desenvolvidos multinacionalmente, mas esses métodos não são testados por características desconhecidas do vírus da covid-19.
Provavelmente, muitas candidatas a vacinas para a covid-19 apresentarão limitações devido à toxicidade, ineficácia em induzir respostas imunes ou falhas de dosagem em animais de laboratório ou devido ao subfinanciamento. A probabilidade de sucesso de uma candidata à vacina contra doenças infecciosas ultrapassar barreiras pré-clínicas e atingir a Fase I é de 41 a 57%.
O comprometimento com o teste pela primeira vez em humanos de uma candidata a vacina representa um custo de capital substancial, estimado em US$ 14 milhões a US$ 25 milhões, atingindo até US$ 70 milhões. Para comparação, durante a epidemia do vírus Ebola de 2013-16, havia 37 candidatas em desenvolvimento urgente, mas apenas uma acabou sendo bem-sucedida, envolvendo um custo total para confirmar a eficácia na Fase Ensaios II-III de cerca de US$ 1 bilhão.

### Testes de Fase 1, 2 e 3
Os ensaios da Fase I testam principalmente segurança e dosagem preliminar em algumas dezenas de indivíduos saudáveis, enquanto a Fase II avaliar imunogenicidade, dose e efeitos adversos.
Uma fase combinada I-II consiste em testes preliminares de segurança e imunogenicidade, geralmente randomizados, controlado por placebo e em vários locais, enquanto determina doses mais precisas e eficazes.
O estágio III geralmente envolve mais participantes, incluindo um grupo controle, e testam a eficácia da vacina para prevenir a doença, enquanto monitoram os efeitos adversos na dose ideal.

### Vacinas inespecíficas
Algumas vacinas têm efeitos inespecíficos além da doença que previnem, apenas por estimular o sistema imune e inicialmente duas vacinas pareciam indicar que poderiam ajudar a combater covid-19: a BCG e a tríplice-viral ou MMR (sarampo-caxumba-rubéola).
"A possibilidade [sobre a BCG] foi levantada formalmente em estudo ecológico proposto por Miller et al. (2020) em que indicava taxas de morbidade de 60 indivíduos por milhão de pessoas em países com vacinação universal com BCG, e de 265 por milhão em países sem essa política vacinal", reportou o website especializado PebMed em novembro de 2020, indicando também que havia limitações neste estudo que não haviam levado em conta o estágio da pandemia em cada país.
No entanto, um estudo - o Brace Trial - foi lançado com 10 mil voluntários na Austrália, Reino Unido, Espanha, Holanda e Brasil, sendo que até novembro de 2020 não havia conclusões.
Quanto à MMR, um estudo feito com 80 pessoas e divulgado no mBio, jornal científico da American Society for Microbiology, indicou que quem foi imunizado com a vacina parecia ter tido sintomas mais leves do novo coronavírus.

## Potenciais limitações
O rápido desenvolvimento e a urgência de produzir uma vacina para a pandemia de covid-19 podem aumentar os riscos e a taxa de falhas da entrega de uma vacina segura e eficaz. Um estudo constatou que entre 2006 e 2015, a taxa de sucesso de obter aprovação para progresso da Fase I para fase III foram era de 16,2% para vacinas e a Coalizão para Inovações em Preparação para Epidemias (CEPI) indica uma taxa de sucesso potencial de apenas 10% para candidatos a vacinas em desenvolvimento em 2020.
Um relatório do CEPI de abril de 2020 declarou: "É necessária uma forte coordenação e cooperação internacional entre desenvolvedores, reguladores, formuladores de políticas, financiadores, órgãos de saúde pública e governos para garantir que os candidatos promissores das vacinas em estágio avançado possam ser fabricados em quantidades suficientes e fornecidos equitativamente a todas as áreas afetadas, particularmente as regiões com poucos recursos". No entanto, cerca de 10% da população considera as vacinas inseguras e desnecessárias, recusando a vacinação (a vacilação vacinal  –   o que aumenta o risco de propagação viral adicional que pode levar a surtos de covid-19.

### Preocupação com biossegurança
Pesquisas iniciais para avaliar a eficácia da vacina usando modelos animais específicos do covid-19 precisam ser feitos num ambiente como nível 3 de biossegurança.

### Potencialização da doença por anticorpos
Embora a qualidade e a quantidade de produção de anticorpos por uma vacina em potencial pretenda neutralizar a infecção por covid-19, uma vacina pode ter efeitos indesejados, causando a potencialização da doença por anticorpos (ADE, Antibody Dependent Enhancement), associada ao aumento da ligação do vírus ao seus alvos celulares, regulação positiva da secreção pró-inflamatória de citocinas e aumento da patologia de órgãos. A plataforma de tecnologia da vacina, a dose da vacina e idade avançada são fatores que determinam o risco e extensão do ADE. A resposta de anticorpo a uma vacina é uma variável levada em consideração no desenvolvimento. Isso é considerado na avaliação de precisão do mecanismo vacinal e na escolha da via de administração (intramuscular, intradérmica, oral ou nasal).

### Causas possíveis de falha
Falhas de produtos vacinatis resultam de vários fatores. Inadequações da própria vacina podem ocorrer devido à eficácia tecnológica incompleta (menos de 60% da eficácia resulta em falha na criação de imunidade de grupo), ineficácia da via de vacinação (músculo vs. pele, oral ou nasal) ou até falha na distribuição, sem uma cadeia de refrigeramento de vacinas para distribuição ou armazenamento. Determinantes relacionados ao hospedeiro ("vacinado") que tornam uma pessoa suscetível à infecção, como genética, estado de saúde (doença subjacente, nutrição, gravidez, sensibilidades ou alergias ), competência imune, idade e ambiente econômico ou cultural podem afetar a gravidade da infecção e a resposta a uma vacina. Pessoas idosas (acima de 60 anos), hipersensíveis a alérgenos e obesas têm suscetibilidade a imunogenicidade comprometida, o que impede ou inibe a eficácia da vacina, possivelmente exigindo tecnologias de vacina separadas para essas populações específicas ou vacinas repetitivas de reforço para limitar a transmissão do vírus.
Os desenvolvedores de vacinas precisam investir recursos para encontrar participantes suficientes para os ensaios clínicos da Fase II-III. Como exemplo, em junho, o desenvolvedor chinês de vacinas, Sinovac, formou alianças na Malásia, Canadá, Reino Unido e Brasil para recrutar participantes de ensaios e fabricar doses de vacina suficientes para um possível estudo de Fase III no Brasil, onde a transmissão do covid-19 ainda está acelerando em junho. À medida que a pandemia de covid-19 na China se tornava mais isolada e controlada, os desenvolvedores chineses de vacinas buscaram conduzir estudos humanos avançados em vários países, competindo com outras vacinas em desenvolvimento pelos Estados Unidos, por exemplo. Além da competição pelo recrutamento de participantes, os organizadores de ensaios clínicos podem encontrar pessoas que não desejam ser vacinadas devido ao movimento antivacina ou não acreditam na ciência da tecnologia da vacina e em sua capacidade de prevenir a infecção.
Limitações de pessoal treinado pode prejudicar também o desenvolvimento dos tests. A definição de segurança, eficácia e desfechos clínicos da vacina em um estudo de Fase III pode variar entre os estudos de diferentes empresas, como a definição do grau de efeitos colaterais. Além disso, existe a possibilidade do vírus sofrer mutação, fugindo dos alvos vacinais.

### Custo
Uma vacina eficaz para o coronavírus poderia economizar trilhões de dólares em impacto econômico global, justificando os investimentos na casa de bilhões. Não há garantia que seja possível criar uma vacina para esse vírus, e caso seja possível, não é possível saber o custo de desenvolvimento antecipadamente. Há risco de que bilhões de dólares possam ser investidos sem sucesso.

## Desafio com patógeno
Estudos de desafio (nos quais os voluntários são infectados com a doença) foram implementados no passado para doenças menos fatais que a covid-19, como influenza comum, febre tifóide, cólera e malária. Após a prova preliminar de segurança e eficácia de uma vacina candidata em animais de laboratório e humanos saudáveis, estudos de desafio controlado podem ser implementados para contornar a fase III de pesquisa típica, fornecendo um caminho acelerado para licenciar uma vacina covid-19.
Após os estudos pré-clínicos e de fase I, na fase II-III, voluntários previamente não infectados e de baixo risco (como adultos jovens), seriam deliberadamente infectados com covid-19 para comparação com um grupo controle com placebo. Após o desafio, os voluntários seriam monitorados de perto nas clínicas com recursos para salvar vidas, se necessário. O risco de voluntariado para um estudo de desafio à vacina durante a pandemia do covid-19 pode ser comparado ao serviço de emergência da assistência de saúde a pessoas infectadas, bombeiros ou doadores de órgãos do covid-19.
Embora os estudos de desafio sejam eticamente questionáveis devido aos riscos desconhecidos para os voluntários, os estudos de desafio podem ser a única opção para produzir rapidamente uma vacina eficaz, evitando parte das milhões de mortes previstas devido à infecção por covid-19, acordo com alguns especialistas em doenças infecciosas. A Organização Mundial da Saúde desenvolveu um documento de orientação com critérios para a realização de estudos de desafio covid-19 em pessoas saudáveis, incluindo avaliação científica e ética, consulta e coordenação pública, seleção e consentimento informado dos participantes e monitoramento por especialistas independentes.

## História
No final de fevereiro de 2020, a Organização Mundial da Saúde (OMS) afirmou que não esperava que uma vacina contra o SARS-CoV-2, o vírus causador, estivesse disponível em menos de 18 meses. Tentativas anteriores de desenvolver uma vacina contra as doenças dos coronavírus do SARS e MERS, estabeleceram um conhecimento considerável sobre a estrutura e a função dos coronavírus, o que acelerou o desenvolvimento de várias plataformas tecnológicas para uma vacina covid-19.
No final de junho, a candidata vacinal desenvolvido pela Cansino Biotech, com bons resultados preliminares em humanos, recebeu uma licença emergencial para uso para membros das forças armadas da China. Esse foi o primeiro candidato a vacina contra a covid-19 a ser aprovado para uso não experimental.
Em dezembro, cerca de 59 vacinas candidatas estavam em investigação clínica, 42 em testes de Fase I–II e 17 em testes de Fase II–III. Nenhuma vacina candidata ainda completou totalmente um ensaio de Fase III.
Em novembro de 2020, a Pfizer Inc., Moderna e a Universidade de Oxford (em colaboração com a AstraZeneca) anunciaram resultados positivos de análises provisórias de seus ensaios de vacinas de Fase III. Em 2 de dezembro, a aprovação regulatória temporária foi concedida pela reguladora de medicamentos do Reino Unido, a MHRA, para a vacina Pfizer-BioNTech, que também está sob avaliação para status de autorização de uso de emergência pela Food and Drug Administration dos Estados Unidos e de diversos outros países.

### Antecedentes: esforços anteriores contra outros coronavírus
Foram produzidas vacinas contra várias doenças causadas por coronavírus para uso animal, incluindo o vírus da bronquite infecciosa em aves, o coronavírus canino e o coronavírus felino.
Esforços anteriores para desenvolver vacinas contra vírus da família Coronaviridae que afetam seres humanos foram direcionados ao coronavírus da síndrome respiratória aguda grave (SARS) e à síndrome respiratória do Oriente Médio (MERS). Vacinas contra SARS e MERS foram testadas em animais. Em 2020, não havia cura ou vacina protetora para a SARS que demonstrasse ser segura e eficaz em humanos. De acordo com trabalhos de pesquisa publicados em 2005 e 2006, a identificação e desenvolvimento de novas vacinas e medicamentos para o tratamento da SARS é uma prioridade para governos e agências de saúde pública em todo o mundo.
Também não há vacina comprovada contra a MERS. Quando o MERS se tornou predominante, acreditava-se que a pesquisa existente sobre o SARS pudesse fornecer um modelo útil para o desenvolvimento de vacinas e terapêuticas contra uma infecção por MERS-CoV. A partir de 2016, os candidatos a vacina aguardavam testes clínicos.

### Esforços em 2020
O SARS-CoV-2 foi identificado no final de 2019 como a causa da que mais tarde seria chamada covid-19. Uma pandemia se espalhou pelo mundo em 2020, levando a investimentos consideráveis em pesquisas para desenvolver uma vacina.
Muitas organizações estão usando genomas publicados para desenvolver possíveis vacinas contra o SARS-CoV-2.
Os órgãos que trabalham para desenvolver as vacinas incluem o Centro Chinês de Controle e Prevenção de Doenças, da Universidade de Hong Kong, o Shanghai East Hospital, e outras universidades, como a Universidade de Washington em St. Louis. Três projetos de vacina estão sendo apoiados pela CEPI, incluindo projetos das empresas de biotecnologia Moderna, Inovio Pharmaceuticals e Universidade de Queensland. Os Institutos Nacionais de Saúde dos Estados Unidos (NIH) estão cooperando com a Moderna para criar uma vacina de RNA correspondente a um pico na superfície do coronavírus e pretendem iniciar testes em humanos em maio de 2020. A Inovio Pharmaceuticals está desenvolvendo uma vacinação baseada em DNA em colaboração com uma empresa chinesa, planejando ensaios clínicos em humanos no verão do Hemisfério Norte de 2020.
Na Austrália, a Universidade de Queensland está investigando o potencial de uma vacina de grampo molecular que modifica geneticamente proteínas virais para estimular uma reação imune. No Canadá, o Centro Internacional de Vacinas (VIDO-InterVac), Universidade de Saskatchewan, recebeu financiamento federal para trabalhar em uma vacina, com o objetivo de iniciar testes em animais em março de 2020 e testes em humanos em 2021.
Em janeiro de 2021, as Empresas Farmacêuticas Janssen começaram a trabalhar no desenvolvimento de uma vacina, usando as mesmas tecnologias de sua vacina experimental contra o ébola para erradicar. No mês seguinte, a Autoridade Biomédica Avançada de Pesquisa e Desenvolvimento do Departamento de Saúde e Serviços Humanos (BARDA) anunciou que iria colaborar com a Janssen e, mais tarde, com a Sanofi Pasteur, para desenvolver uma vacina. A Sanofi já havia trabalhado em uma vacina para a SARS e afirmou esperar ter um candidato a vacina dentro de seis meses, que poderia estar pronto para testar em pessoas dentro de um ano a 18 meses. A Janssen está desenvolvendo uma vacina oral com seu parceiro de biotecnologia, Vaxart.
A empresa de biotecnologia búlgara Micar21 vem desenvolvendo uma vacina geral contra o coronavírus nos últimos quatro anos e anunciou que iniciará os ensaios clínicos de uma vacina SARS-CoV-2 com base nessa pesquisa em meados de 2020.
Em 26 de fevereiro de 2020, uma autoridade sanitária dos EUA do Instituto Nacional de Alergia e Doenças Infecciosas (NIAID) disse que levará "pelo menos um ano a um ano e meio na melhor das hipóteses" para desenvolver uma vacina para o coronavírus.
Em 27 de fevereiro, o Folding@home, um projeto de computação distribuída que utiliza recursos computacionais voluntários para a pesquisa de doenças, anunciou que estava promovendo o desenvolvimento de vacinas usando simulações em computador para modelar a estrutura da proteína spike SARS-CoV-2.
No início de março de 2020, a imprensa informou que o teste inicial da fase 1 de uma vacina SARS-CoV-2 da empresa de biotecnologia Moderna deve começar em breve.
A Emergent Biosolutions se uniu à Novavax Inc. no desenvolvimento e fabricação de uma vacina. A Emergent produzirá a vacina em uma de suas instalações em Maryland, com base na tecnologia desenvolvida pela Novavax. Os parceiros planejam testes pré-clínicos e um ensaio clínico de fase 1 até julho de 2020. A Emergent solicitou a Autoridade Biomédica Avançada de Pesquisa e Desenvolvimento (BARDA) do governo federal para ser escolhida para o projeto. A Emergent também está desenvolvendo um tratamento que seria obtido no plasma sanguíneo daqueles que se recuperaram da covid-19.
Em 12 de março de 2020, a autoridade do Ministério da Saúde da Índia do Instituto Nacional de Virologia, Pune, disse que eles isolaram com sucesso 11 cepas de coronavírus e que, mesmo em ritmo acelerado, levaria pelo menos um ano e meio a dois anos para desenvolver uma vacina.

## Entidades envolvidas
A rápida expansão da pandemia em todo o mundo estimulou alianças internacionais e esforços governamentais para prover recursos para produção de vacinas, inicialmente com quatro candidatas à vacina Covid entrando na fase de testes em humanos em março (veja a tabela de ensaios clínicos em 2020 abaixo).
A OMS, a CEPI e a Fundação Gates, entre outras entidades, passaram a dedicar dinheiro e outros recursos organizacionais para a perspectiva de várias vacinas serem necessárias para acabar com a pandemia e evitar surtos no futuro. A OMS estima um custo total de US$8 bilhões para desenvolver um conjunto de três ou mais vacinas com diferentes tecnologias e distribuição para prevenir covid-19 em todo mundo.
Em abril de 2020, a OMS a CEPI e outros lançaram a iniciativa ACT-Accelerator para acelerar o desenvolvimento de uma vacina. Na época, a OMS estimava que seriam necessários cerca de 30 bilhões de dólares entre 2020 e 2021 para a iniciativa.

### Organizações internacionais
A CEPI (que está organizando um fundo mundial de US$2 bilhões para rápido investimento e desenvolvimento de candidatos a vacinas) indicou em Abril que uma vacina pode estar disponível sob protocolos de uso emergencial em menos de 12 meses, ou no início de 2021. Em maio de 2020, a OMS organizou um teleton que recebeu US$ 8,1 bilhões em promessas de investimento para apoiar o desenvolvimento de vacinas contra covid-19. Em maio, anunciou também a implantação de um "ensaio de solidariedade" internacional para avaliação simultânea de vários candidatos a vacina atingindo os ensaios clínicos de Fase II-III.
A CEPI criou um fundo de US$ 8 bilhões para pesquisa de oito candidatos a vacinas, e, subsequentemente, financiando três candidatos para licenciamento completo no período de 2020-21. O Reino Unido, Canadá, Bélgica, Noruega, Suíça, Alemanha e Holanda já haviam doado US$ 915 milhões à CEPI até o início de maio.
A Fundação Bill & Melinda Gates (Gates Foundation), uma organização de caridade privada, doou US$ 250 milhões em apoio à CEPI para pesquisa e apoio educacional público às vacinas covid-19.
A Colaboração Global em Pesquisa para Preparação de Doenças Infecciosas (GLoPID-R) está trabalhando em estreita colaboração com a OMS e os Estados membros para identificar o as prioridades de pesquisa de financiamento específico para uma vacina covid-19, coordenando organizações internacionais para evitar duplicação de fundos.
O Consórcio Internacional de Infecções Respiratórias Agudas Graves e Emergentes está organizando e divulgando informações clínicas sobre a pesquisa sobre a covid-19 para informar as políticas de saúde pública sobre eventual distribuição de vacinas.
Em 4 de junho, uma cúpula virtual em Londres, Reino Unido reuniu representantes privados e governamentais de 52 países, incluindo 35 chefes de estado dos países do G7 e do G20, para arrecadar US$ 8,8 bilhões em apoio à misso da Aliança Global para Vacinas e Imunização (GAVI) de preparar para as vacinas com covid-19 de 300 milhões de crianças em países subdesenvolvidos até 2025. As principais contribuições foram de US$ 1,6 bilhão da The Gates Foundation e £ 330 milhões por ano, durante cinco anos, pelo governo do Reino Unido (aproximadamente US$ 2,1 bilhões no total, na conversão de junho de 2020).

#### União Europeia
Entre os países da União Europeia, a França anunciou um investimento de US$4.9 milhões em um consórcio de pesquisa de vacinas covid-19 via CEPI envolvendo o Institut Pasteur, Themis Bioscience (Viena, Áustria) e a Universidade de Pittsburgh, elevando o investimento total da CEPI na vacina covid-19 at a soma de US$ 480 milhões (até maio).
Em março, a Comissão Europeia fez um investimento de € 80 milhões na CureVac, uma empresa alemã de biotecnologia, para desenvolver uma vacina de mRNA. O governo alemão anunciou um investimento separado de € 300 milhões no CureVac em junho. Bélgica, Noruega, Suíça, Alemanha e Holanda foram os principais contribuintes do esforço da CEPI na pesquisa de vacinas covid-19 na Europa.

### Governos nacionais

#### Brasil
Com a necessidade global de uma vacina, grupos de pesquisa brasileiros também voltaram a atenção para o desenvolvimento de uma vacina contra o SARS-CoV-2.
Uma das linhas de pesquisa é desenvolvida pelo InCor em parceria com a FMUSP e se encontra na fase de testes em animais. A vacina desenvolvida por essa equipe é baseada na tecnologia de partículas pseudovirais (viral-like particles), que contém proteínas do vírus, mas sem material genético. Dessa forma a partícula é incapaz de se replicar, mas ainda induz uma resposta imunológica vacinal. Também na Universidade de São Paulo, uma equipe com coordenação por professor da Faculdade de Ciências Farmacêuticas da USP está formulando uma vacina com nanopartículas para imunização. Esse candidato vacinal encontra-se em fase de formulação e preparo para testes em animais.
A falha na contenção da pandemia no Brasil (até Junho de 2020, ao menos) tornou o país atraente para os testes avançados de candidatos vacinais. Empresas em estágio avançado de desenvolvimento de candidatos vacinais, como a Sinovac e a AstraZeneca montaram parcerias em São Paulo com milhares de pessoas.

#### Canadá
O governo canadense, anunciou CA$ 275 milhões em financiamento para 96 projetos de pesquisa de vacinas. Um investimento adicional de CA$ 1,1 bilhão foi adicionado para apoiar ensaios clínicos no Canadá e desenvolver cadeias de fabricação e fornecimento de vacinas Em maio, o governo canadense comprometeu CA$ 850 milhões no esforço de transmissão ao vivo da OMS para arrecadar US$ 8 bilhões em vacinas e preparação para covid-19.

#### China
Na China, o governo está concedendo empréstimos a taxas baixas a desenvolvedores de vacinas por meio de seu banco central e permitiu transferências de terras para construir fábricas de produção. Em junho de 2020, seis dos 11 candidatos à vacina covid-19 em testes no estágio inicial de testagem em humanos eram desenvolvidos por organizações chinesas (ver tabela). Em 18 de maio, a China prometeu US$ 2 bilhões para apoiar os esforços gerais da OMS para programas contra o covid-19.

#### Estados Unidos

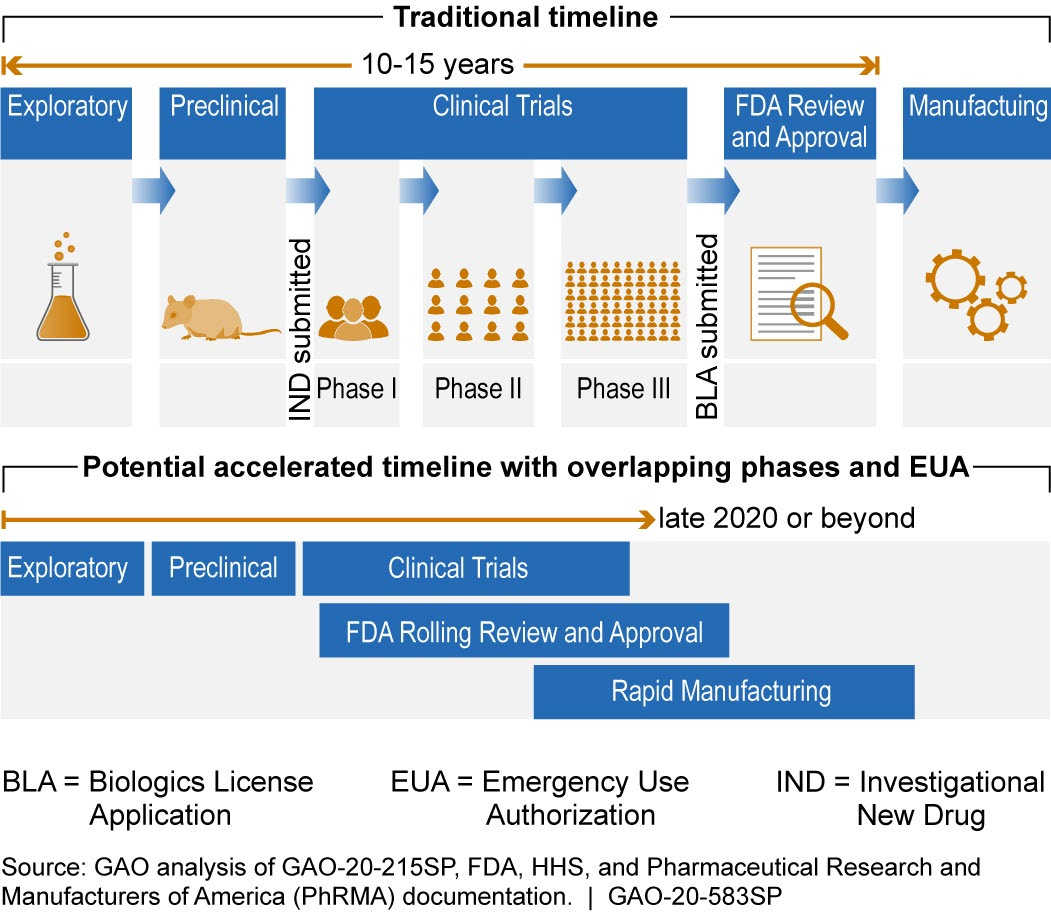
Diagrama (em inglês) do Escritório de Responsabilidade do Governo dos EUA comparando um cronograma tradicional de desenvolvimento de vacinas com um possível cronograma acelerado

A Autoridade Biomédica Avançada de Pesquisa e Desenvolvimento dos Estados Unidos (BARDA), uma agência federal que financia tecnologia de combate a doenças, anunciou investimentos de quase US$ 1 bilhão para apoiar o desenvolvimento da vacina covid-19 americana e preparar-se para fabricar os candidatos mais promissores. Em 16 de abril, a BARDA fez um investimento de US$ 483 milhões na desenvolvedora de vacinas Moderna e sua parceira Johnson & Johnson. A BARDA possui US$ 4 bilhões adicionais para investir no desenvolvimento de vacinas e pretende contribuir para levar seis a oito candidatos a vacinas para estudos clínicos entre 2020 e 2021 por empresas como Sanofi Pasteur e Regeneron.

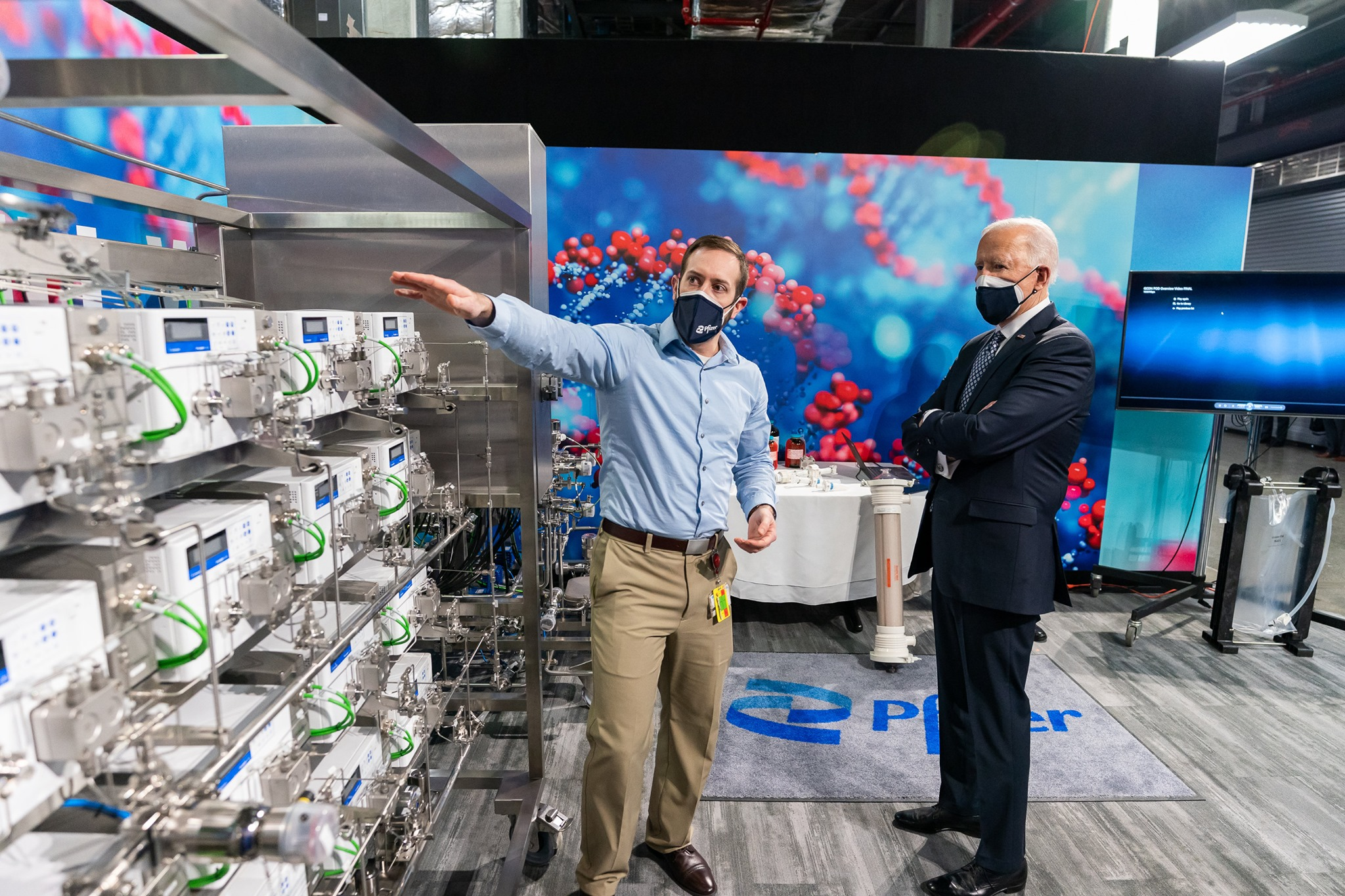
O então presidente dos Estados Unidos, Joe Biden, visita uma fábrica da Pfizer, em Kalamazoo, Michigan, onde estava sendo produzido uma das vacinas contra o COVID-19.

Em 15 de maio, o governo dos EUA anunciou financiamento federal para um programa acelerado chamado Operação Warp Speed, que tem como objetivo ambicioso colocar diversos candidatos a vacinas em ensaios clínicos até o outono (norte-americano) de 2020 e fabricar 300 milhões de doses de uma vacina licenciada até janeiro 2021. O consultor chefe do projeto é Moncef Slaoui e seu diretor operacional é o general do exército Gustave Perna. Em junho, a equipe da Warp Speed disse que trabalharia com sete empresas desenvolvendo candidatas à vacina covid-19: Moderna, Johnson & Johnson (Janssen), Merck, Pfizer e Universidade de Oxford, em colaboração com a AstraZeneca, além de duas outras.
Em junho de 2020, pesquisadores do Exército dos EUA identificaram uma vacina de nanopartícula de Spike-Ferritina (SpFN) junto ao ajudante da Formulação Lipossômica do Exército (Army Liposome Formulation) como principal candidato e anunciaram que os testes em humanos começariam em breve.

#### Portugal
A Immunethep, sedeada no Biocant Park, em Cantanhede, está a desenvolver uma vacina para a COVID-19, composta pelo vírus inativado e destinada a potenciar a imunidade pulmonar. Sem necessidade do recurso a seringas e agulhas, esta vacina vai ser administrada por via nasal. No mês de julho de 2021, a biotecnológica anunciou que os ensaios não clínicos da sua vacina contra o coronavírus já terminaram e demonstraram «uma elevada segurança e eficácia» numa infeção letal por SARS-CoV-2. Embora o projeto já esteja pronto para ensaio clínico, ainda continuam à espera de 20 milhões de euros por parte do governo português.

#### Reino Unido
Em Abril de 2020, o governo do Reino Unido formou uma força-tarefa de vacina contra a covid-19 para estimular os esforços por meio de colaborações múltiplas. As iniciativas de desenvolvimento de vacinas da Universidade de Oxford e da Imperial College de Londres foram financiadas com £ 44 milhões em abril.

## Parcerias e concorrência

#### Estudo de solidariedade da OMS (WHO Solidarity trial)
A OMS desenvolveu uma coalizão multinacional de cientistas de vacinas definindo um Perfil de Produto-Alvo Global (Target Product Profile, TPP) para a covid-19, identificando as características para de vacinas seguras e eficazes em duas grandes categorias: vacinas para proteção a longo prazo de pessoas com maior risco da covid-19, como profissionais de saúde, e vacinas para fornecer imunidade de resposta rápida a novos surtos.
A equipe internacional de TPP foi formada para:
1. avaliar o desenvolvimento das vacinas candidatas mais promissoras;
2. mapear vacinas candidatas e seus ensaios clínicos em todo o mundo, publicando um "cenário" atualizado de vacinas em desenvolvimento;[33]
3. avaliar rapidamente e rastrear as vacinas candidatas mais promissoras simultaneamente antes de serem testadas em seres humanos; e
4. projetar e coordenar um ensaio clínico randomizado controlado internacionalmente em vários locais.[174]

#### Projeto adaptável do estudo Solidariedade
Um desenho de estudo clínico em andamento pode ser modificado como um "desenho adaptável" se a os dados preliminares do estudo fornecer informações precoces sobre a eficácia positiva ou negativa do tratamento. O teste de solidariedade da OMS é construído de forma a facilitar a alteração de parâmetros do teste à medida que os resultados surgirem. As vacinas candidatas podem ser adicionadas ao Solidarity Trial à medida que se tornarem disponíveis (se os critérios de prioridade forem atendidos). Os candidatos a vacinas que demonstrarem pouca evidência de segurança ou eficácia em comparação com o placebo ou outras vacinas serão retirados do estudo internacional.
Os projetos adaptativos em ensaios clínicos de Fase II-III para vacinas candidatas podem encurtar a duração dos testes e usar menos sujeitos, agilizando as decisões quanto ao término ou sucesso precoce, evitando a duplicação dos esforços de pesquisa.

#### Parcerias, concorrência e distribuição
Grandes empresas farmacêuticas com experiência em produzir vacinas em escala, incluindo Johnson & Johnson, AstraZeneca e GlaxoSmithKline (GSK), estão formando aliança para acelerar a progressão para uma vacina eficaz. Para combinar recursos, GSK se juntou à Sanofi em uma parceria incomum de empresas multinacionais para apoiar o desenvolvimento acelerado de vacinas.
Devido à velocidade da pandemia, diversas organizações estão avaliando a distribuição das possíveis vacinas. Os especialistas enfatizam que as vacinas licenciadas devem estar disponíveis e acessíveis para os profissionais da saúde e com as maiores necessidades. Sob seu acordo com a AstraZeneca, o governo do Reino Unido e a equipe de desenvolvimento de vacinas da Universidade de Oxford e concordaram que os cidadãos do Reino Unido não teriam acesso preferencial a uma nova vacina da covid-19 desenvolvida pela universidade financiada pelos contribuintes, mas consentiram em ter uma vacina licenciada distribuída multinacionalmente. em cooperação com a OMS. Várias empresas planejam fabricar uma vacina inicialmente a baixo custo, depois aumentam os custos em termos de rentabilidade mais tarde, após a contenção da pandemia.
A OMS e a CEPI estão desenvolvendo diretrizes financeiras para a implantação global de três ou mais vacinas covid-19, reconhecendo que a necessidade é diferente nos países e nos segmentos populacionais. Tanto a OMS quanto a CEPI tem preocupações de que os países ricos não devam ter acesso prioritário ao suprimento global de eventuais vacinas covid-19.

### Linhas de tempo comprimidas
Questões geopolíticas, preocupações de segurança para populações vulneráveis e desafios de fabricação estão comprimindo os cronogramas de desenvolvimento da vacina.
Essa compressão leva a redução das etapas de testes para a escala de meses, em lugar da escala convencional de anos. Como exemplo, os desenvolvedores chineses de vacinas e o Centro Chinês de Controle e Prevenção de Doenças do governo começaram seus esforços em janeiro de 2020 e em março estavam perseguindo inúmeros candidatos em prazos curtos.
Devido à velocidade necessária, os desenvolvedores e governos estão aceitando um alto risco de "curto-circuito" no processo de desenvolvimento da vacina, com riscos adicionais.
Antes do licenciamento, precisam ser avaliados o nível de toxicidade aceitável da vacina (a segurança), sistemas especiais de administração (como oral ou nasal, em vez de por injeção), a dosagem e as características de estabilidade e armazenamento Se uma vacina falhar no desenvolvimento (84-90% dos candidatos a vacina falham) o investimento de um fabricante em uma candidata a vacina pode exceder US$ 1 bilhão e terminar com pouca utilidade prática.
À medida que a pandemia se expande em 2020, as pesquisas nas universidades são obstruídas pela necessidade de distanciamento físico e fechamento de laboratórios. Globalmente, os suprimentos críticos para pesquisa e desenvolvimento de vacinas são cada vez mais escassos devido à competição internacional ou ao sequestro de bens por outras nações.
Cronogramas para a realização de pesquisas clínicas  –  normalmente um processo seqüencial que requer anos  –  estão sendo compactados em testes de segurança, eficácia e dosagem em execução simultânea durante meses, comprometendo potencialmente a garantia de segurança.

### Plataformas tecnológicas

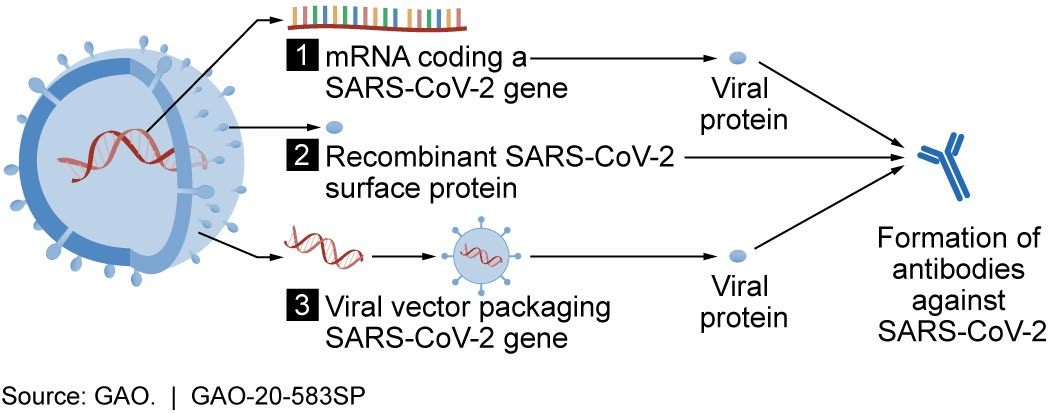
Candidatos em potencial para a produção de proteínas do SARS-CoV-2 que elicitem uma resposta imune

Em abril, os cientistas associados à CEPI de dez plataformas tecnológicas diferentes estavam em desenvolvimento. Segundo a CEPI, as plataformas baseadas em DNA ou RNA mensageiro, ou seja, as vacinas de DNA ou RNA oferecem uma promessa considerável de obter respostas imunológicas fortes e podem ser rapidamente avaliadas, refinadas para estabilidade a longo prazo e preparadas para capacidade de produção em larga escala. Outras plataformas que estão sendo desenvolvidas em 2020 focam em vetores virais não replicantes, peptídeos, proteínas recombinantes, vírus vivos atenuados e vírus inativados.
Em geral, as tecnologias de vacinas que estão sendo desenvolvidas para o covid-19 não são como as vacinas já em uso para prevenir a gripe, mas estão usando estratégias de "próxima geração". As plataformas também são projetadas levando em consideração mecanismos de suscetibilidade à infecção pelo covid-19 em subgrupos populacionais específicos, como idosos, crianças, mulheres grávidas e pessoas com o sistema imunológico enfraquecido existente.

## Comercialização e acesso justo

### Problemas de comercialização
Até junho de 2020, dezenas de bilhões de dólares foram investidos por empresas, governos, organizações internacionais de saúde e grupos de pesquisa universitários para desenvolver dezenas de candidatos a vacinas.
O investimento corporativo e a necessidade de gerar valor para os acionistas públicos levantam preocupações sobre uma "abordagem baseada no mercado", que pode prejudicar o acesso às vacinas.
A colaboração da Universidade de Oxford com a AstraZeneca (uma empresa farmacêutica global com sede no Reino Unido) levantou preocupações sobre preço e compartilhamento de lucros, devido às entidades públicas envolvidas. A AstraZeneca afirmou que o preço inicial de sua vacina não incluiria uma margem de lucro para a empresa enquanto a pandemia ainda estivesse em expansão.
No início de junho, a AstraZeneca fez acordos com a CEPI e a GAVI para fabricar até dois bilhões de doses de vacina, se seu candidato à vacina de Oxford se mostrar seguro e eficaz. A comercialização de vacinas pandêmicas é um empreendimento comercial de alto risco, potencialmente perdendo bilhões de dólares se as vacinas candidatas não forem seguras e eficazes.
A multinacional farmacêutica Pfizer indicou que não estava interessada em uma parceria governamental, pois esse "terceiro" poderia desacelerar o progresso no programa de vacinas da Pfizer.
Além disso, há preocupações de que os programas de desenvolvimento rápido – como o plano Operation Warp Speed dos Estados Unidos – estejam escolhendo candidatos a vacina principalmente por suas vantagens de fabricação (para adiantar o cronograma), em vez da tecnologia de vacina mais promissora em termos de segurança e eficácia.

### Soberania nacional
A distribuição preferencial de vacinas para países específicos, ( denominada "soberania vacinal") é uma crítica a algumas das parcerias de desenvolvimento de vacinas. Para o candidato a vacina AstraZeneca-University of Oxford, há dúvidas sobre se há poderá ser priorizada a distribuição no Reino Unido e ao "maior lance" (os Estados Unidos, que fizeram um adiantamento de US$ 1,2 bilhão para garantir 300 milhões de doses de vacina). Existem preocupações sobre se alguns países que produzem vacinas podem impor controles protecionistas que restringiriam exportação e até importação de vacinas para covid-19.
Em junho, o Serum Institute of India – um grande fabricante de vacinas globais – recebeu um pedido antecipado da AstraZeneca por 100 milhões de doses de vacina e indicou que as doses fabricadas na Índia podem ir primeiro para os cidadãos indianos, conforme exigido pelo governo indiano. Pode haver distribuição preferencial semelhante se uma vacina for fabricada na Austrália.
Em meio às preocupações de que as vacinas produzidas na China seriam distribuídas primeiro por lá, o governo chinês prometeu em maio que uma vacina chinesa bem-sucedida se tornaria um "bem público global", inferindo que doses suficientes seriam fabricadas para distribuição nacional e global.

### Acesso igualitário

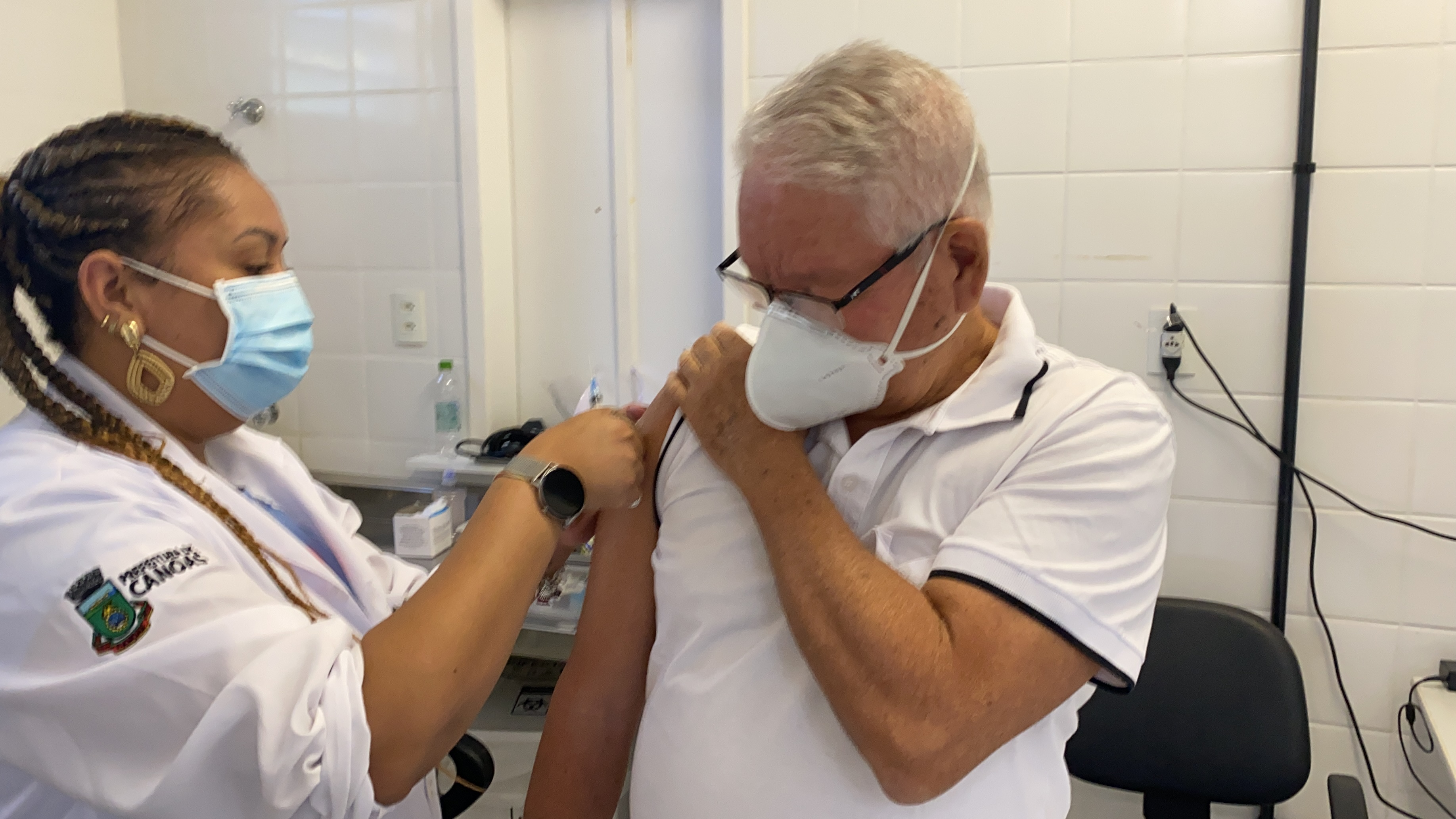
Idoso recebendo a segunda dose da vacina CoronaVac na vacinação em massa no Rio Grande do Sul.

A OMS, CEPI e GAVI criaram a iniciativa COVAX, que trabalha para o acesso equitativo e global às vacinas covid-19.
A CEPI orientou governos a garantir a implementação de um sistema justo para eventuais vacinas. Tendo sido criado para monitorar a distribuição justa de vacinas contra doenças infecciosas para países de baixa e média renda, a CEPI publicou diretrizes em junho para a distribuição equitativa das vacinas covid-19:
1. "os preços das vacinas serão o mais baixo possível para territórios que são ou podem ser afetados por um surto de uma doença para a qual a CEPI foi usado para desenvolver uma vacina";
2. "informações, know-how e materiais relacionados ao desenvolvimento de vacinas devem ser compartilhados com (ou transferidos para) a CEPI", de forma que este possa assumir a responsabilidade pelo desenvolvimento de vacinas se uma empresa interromper o investimento em um candidato a vacina;
3. a CEPI teria acesso e possível gerenciamento de direitos de propriedade intelectual (isto é, patentes ) para vacinas promissoras;
4. "A CEPI receberia uma parte dos benefícios financeiros que poderiam advir do desenvolvimento de vacinas patrocinadas pela CEPI, para reinvestir no apoio à sua missão de fornecer benefícios globais à saúde pública"; e
5. a transparência dos dados entre os parceiros de desenvolvimento deve manter a Declaração da OMS sobre Divulgação Pública dos Resultados dos Ensaios Clínicos e incentivar a publicação dos resultados em periódicos publicamente disponíveis. Alguns fabricantes de vacinas se opuseram a partes dessas propostas.[186]

Grupos internacionais, como o Centro de Ativismo Artístico e as Universidades Aliadas para Medicamentos Essenciais, defendem o acesso equitativo às vacinas para covid-19.
Os cientistas encorajaram que a OMS, CEPI, empresas e governos colaborem para garantir a alocação de eventuais vacinas contra covid-19 para populações mais vulneráveis aos impactos da doença.

## Variantes
As diferentes vacinas podem possuir eficácia diferente para cada variante da doença. Em 2022, a variante predominante no mundo é a Omnicron. Uma das características da Ómicron é o escape a anticorpos neutralizantes - tanto aqueles desenvolvidos naturalmente, através da contração da doença, como aqueles obtidos através da vacinação.